# لويس أمارال
لويس أمارال (بالبرتغالية: Luís Amaral‏) هو أكاديمي برتغالي، ولد في 12 يوليو 1968.